# Бургунди

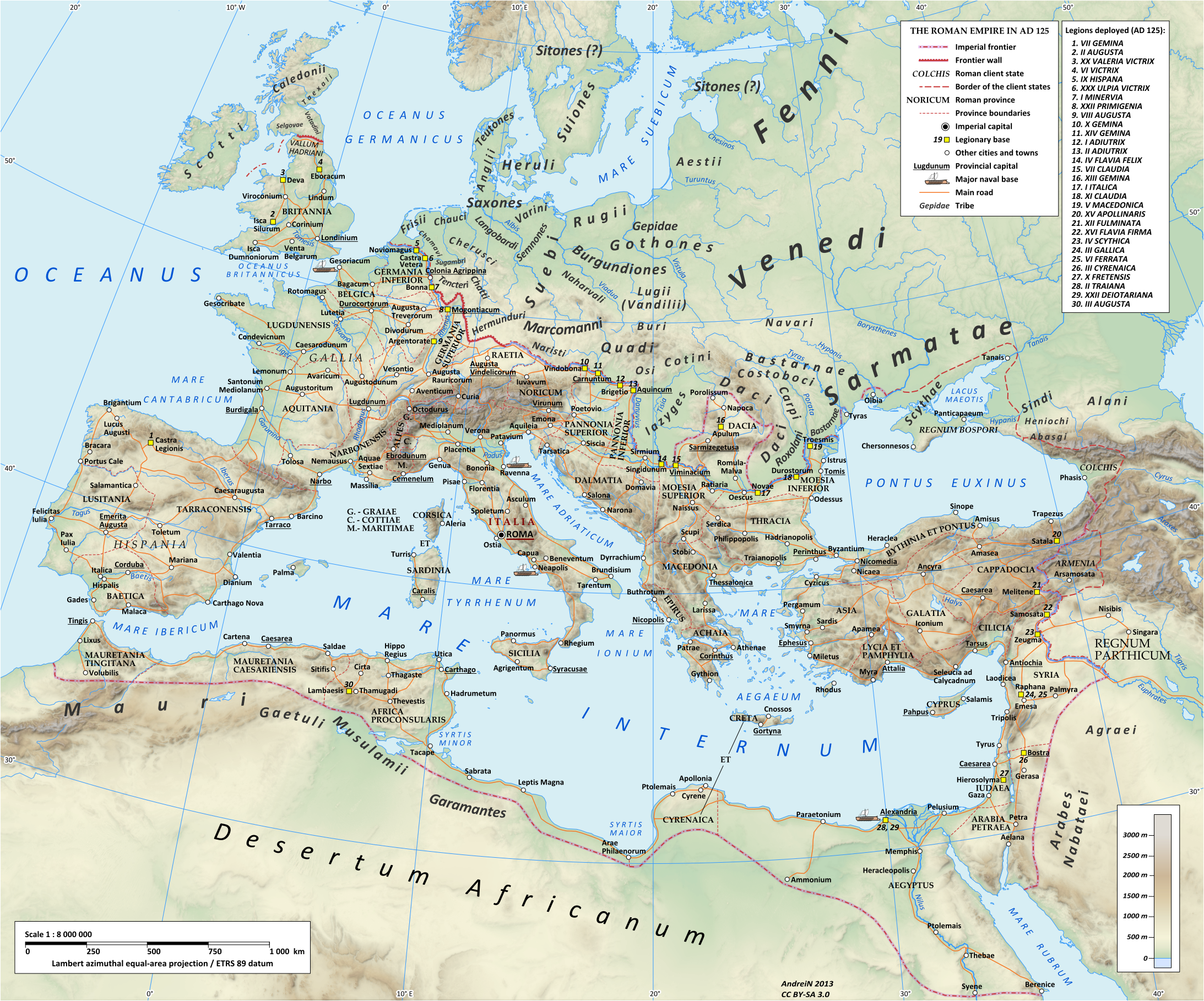
Карта римської імперії за часів правління Адріана (117—138) показує територію розселення бургундів (Burgundiones), германської групи племен, що населяли регіон між Одером (Viadua) і Віслою (Visula) в сучасній Польщі

Бургунди — група германських племен, які первісно заселяли територію між Одером і Віслою, де вони затримувались до другої половини III століття, після чого на чолі із Ігілою почали рух на захід, очевидно, під тиском слов'янських племен.
На початку 5 століття утворили власне королівство в басейні Рейну, яке було завойоване гунами у 436. Після цього бургунди просунулися до Рони і заснували нове королівство, яке теж було завойоване, цього разу франками (534). Асимілювалися серед романського населення. Назва області Бургундія збереглося у Франції донині.